# Hyphydrus bistroemi
Hyphydrus bistroemi är en skalbaggsart som beskrevs av Bilardo och Rocchi 1986. Hyphydrus bistroemi ingår i släktet Hyphydrus och familjen dykare. Inga underarter finns listade i Catalogue of Life.